# Liste des gouverneurs actuels des provinces des Philippines
 (août 2023).
Cette page dresse la liste des gouverneurs actuels des 82 provinces des Philippines (81 provinces au sens strict + la région métropolitaine de Manille).

## Gouverneur de la région autonome
| Région                                | Nom                               | Depuis (le)      |
| ------------------------------------- | --------------------------------- | ---------------- |
| Région autonome en Mindanao musulmane | Mujiv Hataman (officer-in-charge) | 22 décembre 2011 |

## Gouverneurs des provinces
| Province            | Nom                                  | Depuis (le)     |
| ------------------- | ------------------------------------ | --------------- |
| Abra                | Eustaquio P. Bersamin                | 2004            |
| Agusan del Norte    | Maria Angelica Rosedell Amante-Matba | 2013            |
| Agusan del Sur      | Adolph Edward G. Plaza               | 2010            |
| Aklan               | Florencio Miraflores                 | 2013            |
| Albay               | Joey Salceda                         | 30 juin 2007    |
| Antique             | Rhodora Cadiao                       | 29 janvier 2015 |
| Apayao              | Elias Bulut, Jr.                     | 2010            |
| Aurora              | Gerardo Noveras                      | 2013            |
| Basilan             | Jum Akbar                            | 2007            |
| Bataan              | Albert Garcia                        | 30 juin 2013    |
| Batanes             | Vicente D. Gato                      | 2010            |
| Batangas            | Vilma Santos                         | 30 juin 2007    |
| Benguet             | Nestor Fongwan                       | Juillet 2007    |
| Biliran             | Gerardo Espina                       | 30 juin 2010    |
| Bohol               | Edgar Chatto                         | 30 juin 2010    |
| Bukidnon            | Jose Maria Zubiri, Jr.               | 2013            |
| Bulacain            | Wilhelmino Sy-Alvarado               | 30 juin 2010    |
| Cagayan             | Alvaro Antonio                       | Juillet 2007    |
| Camarines Norte     | Edgardo Tallado                      | 2010            |
| Camarines Sur       | Migz Villafuerte                     | 30 juin 2013    |
| Camiguin            | Jurdin Jesus Romualdo                | 2007            |
| Capiz               | Victor Tanco                         | 2007            |
| Catanduanes         | Araceli Wong                         | 2010            |
| Cavite              | Juanito Victor Remulla               | 30 juin 2010    |
| Cebu                | Hilario Davide III                   | 30 juin 2013    |
| Compostela Valley   | Arturo Uy                            | 30 juin 2007    |
| Cotabato            | Emmylou Taliño-Mendoza               | 30 juin 2010    |
| Cotabato du Sud     | Daisy Avance-Fuentes                 | 2013            |
| Davao del Norte     | Rodolfo Del Rosario                  | 2007            |
| Davao del Sur       | Claude Bautista                      | 2013            |
| Davao Occidental    | Nonito Llanos III (intérim)          | 2013            |
| Davao Oriental      | Corazon Nuñez-Malanyaon              | 30 juin 2007    |
| Guimaras            | Samuel Gumarin                       | 2013            |
| Ifugao              | Dennis Habawel                       | 2013            |
| Îles-Dinagat        | Glenda Ecleo                         | 2010            |
| Ilocos Norte        | Matthew Manotoc (en)                 | 30 juin 2019    |
| Ilocos Sur          | Ryan Singson                         | 30 juin 2013    |
| Iloilo              | Arthur Defensor, Sr.                 | 30 juin 2010    |
| Isabela             | Faustino “Bojie” G. Dy III           | 2010            |
| Kalinga             | Jocel Baac                           | 2010            |
| Laguna              | Ramil Hernandez                      | 27 mai 2014     |
| Lanao del Norte     | Mohammad Khalid Dimaporo             | 2007            |
| Lanao del Sur       | Mamintal Alonto-Adiong, Jr.          | 2007            |
| La Union            | Manuel C. Ortega                     | 2007            |
| Leyte               | Leopoldo Dominico Petilla            | 2013            |
| Leyte du Sud        | Roger Mercado                        | 2013            |
| Maguindanao         | Esmael Mangudadatu                   | 30 juin 2010    |
| Manille-Métropole   | Francis Tolentino (président)        | 2010            |
| Marinduque          | Carmencita Reyes                     | 30 juin 2010    |
| Masbate             | Rizalina Seachon-Lanete              | 2010            |
| Mindoro Occidental  | Mario Gene Mendiola                  | 2013            |
| Mindoro Oriental    | Alfonso Umali, Jr.                   | 2010            |
| Misamis Occidental  | Herminia Ramiro                      | 2010            |
| Misamis Oriental    | Yevgeny Vicente B. Emano             | 30 juin 2013    |
| Mountain Province   | Leonard Mayaen                       | 2010            |
| Negros Occidental   | Alfredo Marañon, Jr.                 | 2010            |
| Negros Oriental     | Roel Degamo                          | 5 janvier 2011  |
| Nueva Ecija         | Aurelio Umali                        | 2007            |
| Nueva Vizcaya       | Ruth R. Padilla                      | 2013            |
| Palawan             | Jose Alvarez                         | 2013            |
| Pampanga            | Lilia Pineda                         | 2010            |
| Pangasinan          | Amado Espino, Jr.                    | 2007            |
| Quezon              | David Suarez                         | 2010            |
| Quirino             | Junie Cua                            | 2010            |
| Rizal               | Rebecca Ynares                       | 2013            |
| Romblon             | Eduardo Firmalo                      | 2010            |
| Samar               | Sharee Ann Tan                       | 2010            |
| Samar du Nord       | Jose Ong, Jr.                        | 2013            |
| Samar Oriental      | Conrado Nicart III                   | 2010            |
| Sarangani           | Steve Solon                          | 2013            |
| Siquijor            | Zaldy Villa                          | 30 juin 2013    |
| Sorsogon            | Raul Lee                             | 2010            |
| Sultan Kudarat      | Suharto “Teng” Mangudadatu           | 2004            |
| Sulu                | Abdusakur Tan II                     | 2013            |
| Surigao del Norte   | Sol Matugas                          | 2010            |
| Surigao del Sur     | Johnny Pimentel                      | 2010            |
| Tarlac              | Victor Yap                           | 2007            |
| Tawi-Tawi           | Nurbert Sahali                       | 2013            |
| Zambales            | Hermogenes E. Ebdane, Jr.            | 30 juin 2010    |
| Zamboanga del Norte | Roberto Uy                           | 2013            |
| Zamboanga del Sur   | Antonio Cerilles                     | 30 juin 2010    |
| Zamboanga Sibugay   | Wilter Palma                         | 2013            |